# Junimea
Junimea var en rumänsk grupp av författare som grundades i Iași 1863. Många berömda rumänska författare som till exempel Vasile Alecsandri, Mihai Eminescu, Ion Creangă och Ion Luca Caragiale var medlemmar av gruppen.
Junimea utmärkte sig politiskt genom konservativa ideal i motsats till det liberala partiet, och i konstnärliga sammanhang med i motsats till gruppen runt poeten Alexandru Macedonski och hans tidning Literatorul. Något estetiskt konsensus rådde aldrig inom Junimea. Gruppen bestod av enskilda skrivande individer, som ofta befann sig i konflikt med varandra. Men i motsats till Macedonskis abstrakt romantiska diktning med starka inslag av symbolism odlades inom Junimea en realistisk romantik, med en idealisering av den rumänska allmogekulturen.